# Registrske tablice Švice
Registrske tablice Švicarske konfederacije so sestavljene iz dvočrkovne okrajšave kantona in največ šestmestne številke. Zadnja tablica vsebuje tudi grb Švice in grb odgovarjajočega kantona. Dimenzije sprednje tablice so 300 × 80 mm, zadnja tablica lahko meri 500 × 110 ali 300 × 160 mm.
Tablice so vezane na lastnika in ne na vozilo. Če lastnik zamenja vozilo, se tablice premestijo nanj; v primeru, da lastnik ne registrira novega vozila, mora tablice vrniti oblastem. Na zahtevo so lahko tablice tudi izmenljive (»Wechselschilder«) in si jih lahko delita do dve vozili istega lastnika. V nekaterih kantonih je register registrskih tablic in njihovih lastnikov javno dostopen.

## Oznake kantonov
| Koda | Grb | Kanton                 |
| ---- | --- | ---------------------- |
| AG   |     | Aargau                 |
| AI   |     | Appenzell Innerrhoden  |
| AR   |     | Appenzell Ausserrhoden |
| BE   |     | Bern                   |
| BL   |     | Basel-Landschaft       |
| BS   |     | Basel-Stadt            |
| FR   |     | Fribourg               |
| GE   |     | Ženeva                 |
| GL   |     | Glarus                 |
| GR   |     | Graubünden             |
| JU   |     | Jura                   |
| LU   |     | Luzern                 |
| NE   |     | Neuchâtel              |
| NW   |     | Nidwalden              |
| OW   |     | Obwalden               |
| SG   |     | St. Gallen             |
| SH   |     | Schaffhausen           |
| SO   |     | Solothurn              |
| SZ   |     | Schwyz                 |
| TG   |     | Thurgau                |
| TI   |     | Ticino                 |
| UR   |     | Uri                    |
| VD   |     | Vaud                   |
| VS   |     | Valais                 |
| ZG   |     | Zug                    |
| ZH   |     | Zürich                 |

## Vrste tablic
|  | Običajna tablica za motorna vozila in priklopnike |
|  | Delovna vozila (vzdrževalna vozila, gasilska vozila, gradbeni stroji ...) |
|  | Vozila, katerih izredne dimenzije ali masa presegajo predpisane |
|  | Kmetijska mehanizacija |
|  | Motorna kolesa, trikolesa |
|  | Mopedi (katerih hitrost ne presega 45 km/h), lahka štirikolesa |
|  | Mopedi (katerih hitrost ne presega 30 km/h), električna kolesa, skuterji |
|  | Segwayji |
|  | Vojaška vozila |
|  | Dodatna registrska tablica za nosilce na zadnji strani vozila. Imetnikom te tablice ni potrebno na nosilec premeščati zadnje registrske tablice, vendar je tudi to še vedno dovoljeno. |

### Začasne tablice
|  | Preizkusne tablice, ki jih uporabljajo trgovci z avtomobili, se končujejo s črko U (»Unternehmen« ali »Umhangschild«). Te tablice se lahko za krajša obdobja namestijo na katerokoli vozilo za preizkusno vožnjo ali premik. |
|  | Začasne registrske tablice imajo poleg registrske številke rdečo nalepko, na kateri sta označena mesec in leto veljavnosti.                                                                                                  |
|  | Tablice za necarinjena vozila, ki so začasno stacionirana v Švici, nosijo nalepko s časom veljavnosti in se končujejo s črko Z (»Zollschild«).                                                                               |
|  | Dnevne tablice omogočajo začasno registracijo vozila za krajši določen čas (24, 48, 72 ali 96 ur). Po videzu so enake običajnim tablicam, vendar imajo nekateri kantoni zanje rezervirane določene serije številk.           |

### Diplomatske tablice
Vozila diplomatskih in konzularnih predstavništev ter nekaterih mednarodnih organizacij nosijo oznako CD (»Corps Diplomatique«), CC (»Corps Consulaire«) ali AT (»Personnel administratif et technique«). Prva številka je serijska, pri čemer so številke od 1 do 5 dodeljene službenim in zasebnim vozilom vodje predstavništva. Druga številka pomeni organizacijo oziroma državo, ki ji pripada predstavništvo. Sprednje tablice so enako velike kot zadnje (500 × 110 mm).
|  | Službena vozila diplomatskih predstavništev v Bernu in zasebna vozila diplomatskega osebja teh predstavništev (15 = Lihtenštajn) |
|  | Službena vozila konzularnih predstavništev in zasebna vozila konzulov (38 = Irak) |
|  | Službena vozila stalnih predstavništev meddržavnih organizacij; vozila institucionalnih upravičencev (meddržavnih organizacij, mednarodnih institucij, neodvisnih komisij, mednarodnih sodišč idr.), ki uživajo privilegije, imuniteto in olajšave; zasebna vozila najvišjih uradnikov teh organizacij, ki imajo diplomatski status (201 = EU) |
|  | Zasebna vozila administrativnega in tehničnega osebja, zaposlenega na diplomatskih predstavništvih (39 = Italija) |